# رنا خليل
رنا أمجد خليل (ولدت 2 أغسطس 1991)، هي ممثلة اجتماعية وممثلة ومنتجة فيلم قصير. اكتسب خليل اهتمام وسائل الإعلام كمنتج للفيلم القصير «المرايا» المصري، لكنه تلقى إخطارا أوسع بعد أن هبطت عام 2015 أول حملة إنسانية دولية. نجاحها سرعان ما أدى إلى إلقاءها في المسلسل التلفزيوني.
في السنوات الأخيرة، نمت خليل حضورا مؤثرا على شبكة الإنترنت ووسائط التواصل الاجتماعي، وقد أنشأت مجموعة متنوعة من الكوابيين النشطاء، مثل «قطرة أمل» التي كانت حملة اكتسبت اهتماما وطنيا ودوليا واسع النطاق كما كانتغت الأولى من نوعها إلى والتحدث عن العنف ضد المرأة، وكيفية مصر.
 وضمت مجلة «كاريسما» خليل على قائمة أرقى 100 شخص في عام 2015، في حين وصفتها مجلة لها في عام 2016 بأنها «نموذج يحتذى به» وقد وصفها النقاد والمعجبون بأنها تجسد مفهوم الشخص الذي يحتاجه المجتمع المصرياليوم. وأخيرا في عام 2017 تم اختيارها من قبل المصريين
ممثلة مصرية شابه حصلت مؤخراً على درع تكريم من مهرجان التميز الإعلامي عن دورها في مسلسل "حجر جهنم شارك مسلسل “الحساب يجمع شخصية “هالة ”، والذي يقوم ببطولته الفنانة الكبيرة يسرا، وكريم فهمي، ومراد مكرم، وندى موسى، والعمل من تأليف محمد رجاء، وإياد عبد المجيد، ومن إخراج هاني خليفة٬ كما شاركت في مسلسل "حجر جهنم" في دور نادين عرض في رمضان 2017

## النشأة
ولدت رنا خليل في 2 أغسطس 1991 في القاهرة، مصر، للوالدين أمجد ونهى. لديها شقيقة أكبر هناء، والدتها من أصل تركي، في حين كان والدهم الجيل الثالث من الإنجليزية.
وقد حضرت المدرسة الأمريكية الدولية مدرسة أمريكية. في عام 2009، تخرجت مع شهادة أمريكية رفيعة المستوى. انتقلت أخير خليل إلى سويسرا لمواصلة دراستها ولكن بعد فترة وجيزة انتقلت إلى مصر بعد عام واحد لمطاردة حلمها في جعل مصر مكانا أفضل. بعد وقت قصير من حصولها على أكاديمية العلوم الحديثة في مصر لتلقي درجة البكالوريوس في الفنون

## السيرة

### 1993-1995 ممثلة أطفال
بدأت خليل مسيرتها المهنية في مرحلة مبكرة جدا، وهي واحدة من أبرز الفنانين المصريين «فوزير رمضان» مع شيريهان رنا تصرفت كطفل رائد في 12 حلقة في عام 1994، وبطبيعة الحال، كشفت مؤخرا أنها قد هبطت إلى الدور من خلال كونها حفيدة المنتج.

### 1998-2010 عرض أزياء
رنا سرعان ما أصبحت الإحساس الشباب لأنها أصبحت وجه العلامات التجارية المتعددة التي كان بعضها حتى العلامات التجارية الدولية. كان من المعروف أيضا أنها الإحساس بالانتفاضة الشابة التي كان لها سوق كامل في راحة.

### 2015 أول ظهور لحملة قطرة أمل
في عام 2015 استعادت رنا كل اهتمام وسائل الإعلام مع أول تصوير لها التمثيل الذي أظهر خليل أنها ليست فقط من هذه الصناعة لكنها حصلت على المواهب وهكذا أصبحت تحت عنوان واحدة من أصغر النساء للدفاع عن حقوق المرأة في مصر.
من جانبها، تقول المدونة رنا خليل، إننا «أطلقنا مجموعة جديدة من الصور لتعبر عن موضوعات خدش الحياء وجرائم الاغتصاب وهي بالأساس صور من أشكال العنف ضد المرأة».
وحرصت المدونة رنا خليل، أن تلتقط صورا بدون أي تعديل أو مونتاج لأهمية نشر الحقيقة كما هي، وأن تكون الصور معبرة.
وتابعت خليل «بعد نشر الصور عبر موقع التواصل الاجتماعى إنستجرام بـ27 دقيقة، تصدرت الحملة الترتيب العالمى مما يؤكد اهتماما كبيرا بقضايا العنف ضد المرأة».
وتوضح خليل، أن مدرب التمثيل وسام باهر، قام بدور كبير في عمل الإعداد لتلك الصور وأن تكون معبرة.
 وأشارت خليل إلى أن الصورة الأولى عبارة عن نشر إحصائيات عن التوزيع النسبى لبعض مظاهر التحرش، حيث بينت الصورة على أن 60% من السيدات يتعرضن لاغتصاب، و36.6 % يتعرضن لجسد الأنثى، و47.3% التلفظ بألفاظذات معنى جنسى و51.6% للنظرة السيئة الفاحصة لجسد المرأة.
وتضيف خليل، أن الصورة الثانية تبرز إصابة في الأيدى اليمنى فقط لتوصيل رسالة بأهمية مقاومة العنف ضد المرأة، مشيرة إلى أن هذه الصورة تبين نسب التحرش وخدش الحياء، هذه الإحصائيات والنسب حصلنا عليها من تقارير منظمة الأمم المتحدة.
وتقول المدونة رنا خليل، إن الصورة الثالثة تبرز إحصائيات عن الاغتصاب، حيث تشير الصورة إلى أن 98% من المغتصبين طلقاء غير مسجونين و5% ممن تم اغتصابهن كانوا من أشخاص معروفين.
وطالبت خليل بضرورة تغليظ عقوبة الاغتصاب، وأن يكون تسريع في إجراءات التقاضى، مشيرة إلى أن الصور تم تصوير معظمها في مصنع مهجور، للتاكيد على أن هذه الجرائم تحدث في أماكن منعزلة وبعيدة وليست على المشاع، وهذهالحملة هي رسالة تحذيرية لمواجهة أشكال العنف الواقع على النساء.

### 2016
تعود الفنانة الشابة رنا خليل إلى الدراما بتقديم مشهد مهم في مسلسل «حجر جهنم» والذي يعرض حاليا في إحدى القنوات الفضائية
السعودية، وأوضحت خليل "أن هناك العشرات من التعليقات الإيجابية بعد نشري للفيديو الخاص بالمشهد على مواقع التواصل الاجتماعي "فيسبوك" و"انستغرام".
وتفاعل عدد كبيرمن المعجبين عبر صفحتيها على «فيسبوك» و«انستغرام»، وعبّروا عن سعادتهم بمشاركتها وتساءلوا عما إذا كانت الشركة المنتجة للمسلسل وهي بي لينك ستسعين برنا خليل في دراما رمضان 2018 أم لا. وأشارت رناخليل إلى أنها تنتقي الأدوار بعناية بخاصة أنها في بداية حياتها الفنية، ولا تهدف إلى الانتشار في الدراما دون التفكير الجاد في الأعمال المعروضة موضحة ان المخرج حاتم علي أبدى إعجابه بدورها بخاصة أنه معروف بعدم المجاملة فيالوسط الفني.
مسلسل «حجر جهنم» تدور احداثه في قالب تشويقي مثير حيث ثلاث سيدات يخططن لقتل أزواجهن، ويبدأنّ في وضع الخطة وتحديد طريقة القتل، والتي يعتمدن فيها على وضع قنبلة في السيارة التي يستقلوها، لكن يحدث ما لا يُحمَد عُقباهحيث ينجو أحد الأزواج ويظل على قيد الحياة فيطاردهنّ لينتقم، المسلسل إخراج حاتم علي سيناريو وحوار محمود سليمان وبطولة شيرين رضا، وأروى جودة وكندة علوش.
مسلسل «الحساب يجمع» من بطولة الفنانة الكبيرة يسرا، وكريم فهمي، ومراد مكرم، وندى موسى، ورنا خليل، والعمل من تأليف محمد رجاء، وإياد عبد المجيد، ومن إخراج هاني خليفة.
يذكر أن الفنانة الشابة رنا خليل قد حصلت مؤخراً على درع تكريم من مهرجان التميز الإعلامي عن دورها في مسلسل «حجر جهنم»، والذي عرض مؤخراً، وشاركت فيه مع مجموعة من الفنانين منهم كندة علوش، أروى جودة.
من ناحية أخرى، استطاعت الفنانة الشابة رنا خليل أن تلفت الأنظار من خلال حضورها أكثر من عرض أزياء خلال الفترة الأخيرة، وآخرها عرض أزياء هاني البحيري وإنترناشونال فاشون أورد، وغيرها من الفعاليات لتؤكد على أن الفنان لا بد أن يساند الصناعة المصرية خاصة صناعة الموضة.
يذكر أن رنا خليل شاركت مؤخرا في مسلسل «الحساب يجمع» في رمضان الماضي، علاوة على دورها في «حجر جهنم»، علاوة على إطلاقها للموسم الثاني من حملة «قطرة أمل» لتكون أول فنانة مصرية تناهض العنف ضد المرأة من خلال جلسة تصوير.

## جوائز
2016 أفضل ممثلة وجه جديد «دار الأوبرا المصرية»
2017 أفضل ممثلة وجه جديد «الفجر»
2017 أفضل ممثلة جديدة وجه «حاكم جائزة إسماليا»
2017 أفضل ممثلة جديدة وجه «ألموغاز»